# 구묘역
구묘역(일본어: 求名駅, ぐみょうえき)은 일본 지바현 도가네시에 있는 동일본 여객철도의 철도역이다.

## 역 구조
섬식 1면 2선 구조의 지상역이다. 간이 개찰기에서 스이카 및 제휴 교통카드의 사용이 가능하다.
역 영업은 JR 지바 철도 서비스가 대신 하고 있다.

### 승강장
| 1 | ■ 도가네 선 | 나루토 방면                               |
| 2 | ■ 도가네 선 | 도가네 · 오아미 · 소가 · 지바 · 도쿄 방면 |

## 역세권 정보
- 조사이 국제대학

## 역사
- 1911년 11월 1일 - 일본국유철도 도가네 선의 도가네 역 ~ 나루토 역 사이에 새로이 개업했다.
- 1987년 4월 1일 - 민영화에 따라 동일본 여객철도의 소속이 되었다.
- 2001년 11월 18일 - 스이카의 사용이 개시되었다.

## 인접역
| 동일본 여객철도 도가네 선 | 동일본 여객철도 도가네 선 | 동일본 여객철도 도가네 선 |
| ------------------------- | ------------------------- | ------------------------- |
| 도가네 오아미 방면        | ■ 도가네 선               | 나루토 방면               |